# Melionica rubella
Melionica rubella är en fjärilsart som beskrevs av Emilio Berio 1973. Melionica rubella ingår i släktet Melionica och familjen nattflyn. Inga underarter finns listade i Catalogue of Life.